# Virginia Slims of Florida 1992
Virginia Slims of Florida 1992 — жіночий тенісний турнір, що проходив на відкритих кортах з твердим покриттям Polo Club у Бока-Ратоні (США). Належав до турнірів 1-ї категорії в рамках Туру WTA 1992. Відбувсь учотирнадцяте і тривав з 2 до 8 березня 1992 року. Перша сіяна Штеффі Граф здобула титул в одиночному розряді, свій третій на цьому турнірі після 1987 і 1989 років, й отримала 110 тис. доларів США, а також 400 рейтингових очок.

## Фінальна частина

### Одиночний розряд
Штеффі Граф —  Кончіта Мартінес 3–6, 6–2, 6–0
- Для Граф це був 1-й титул за рік і 62-й — за кар'єру.

### Парний розряд
Лариса Нейланд /  Наташа Звєрєва —  Лінда Гарві-Вілд /  Кончіта Мартінес 6–2, 6–2